# Индустријска зона (Сасари)
Индустријска зона је насеље у Италији у округу Сасари, региону Сардинија.
Према процени из 2011. у насељу је живело 3 становника. Насеље се налази на надморској висини од 142 м.